# Резоватово
Резова́тово (рос. Резоватово, ерз. Резоватонь веле) — село у складі Ічалківського району Мордовії, Росія. Входить до складу Ладського сільського поселення.

## Населення
Населення — 244 особи (2010; 294 у 2002).
Національний склад (станом на 2002 рік):
- росіяни — 93 %